# Band Internacional
Band Internacional é um canal de televisão por assinatura do Grupo Bandeirantes, para brasileiros que vivem no exterior.

## Lançamento e expansão
O canal está disponível atualmente em 6 países: Estados Unidos (o 1º país de alcance, no qual foi lançado em 2007), Angola, Moçambique (nos quais foi lançado em 2009), Paraguai (lançado em 2011), Argentina e Uruguai (nos quais foi lançado em 2016).

## Conteúdo
O canal possui uma programação diferenciada por transmitir programas também do BandSports, do BandNews e do Arte 1; todas emissoras pertencentes ao Grupo Bandeirantes; além do sinal da própria Band.